# Marcel Carné
Marcel Carné (ur. 18 sierpnia 1906 w Paryżu, zm. 31 października 1996 w Clamart) – francuski reżyser i scenarzysta filmowy, mistrz kameralnych melodramatów z lat 30. i 40.

## Życiorys
Karierę rozpoczął jako krytyk filmowy w przeglądach Hebdo-Film, Cinémonde i Film-Sonore. Po wyprodukowaniu kilku reklam, w 1929 wraz z Michelem Sanvoisinem, wyreżyserował swój pierwszy film dokumentalny zatytułowany Nogent, Eldorado du dimanche (Nogent, niedzielne Eldorado).
Przez kolejne lata pełnił funkcje asystenta przy produkcji filmów Pod dachami Paryża René Claira (1930), oraz Kobiety jego życia (Le Grand Jeu, 1934), Pensjonat Mimoza (Pension Mimosas, 1935) i Zwyciężyły kobiety (La Kermesse héroïque, 1935) Jacques’a Feydera.
Dzięki Feyderowi w 1936 roku zrealizował swój pierwszy film, Jenny. Wtedy też zawarł znajomość z Prévertem, scenarzystą, który wielce się przyczynił do renomy Carné. Już podczas realizacji pierwszego obrazu pod tytułem Śmieszny dramat (Drôle de drame), Carné i Prévert doskonale się uzupełniali; z czasem ich współpraca zacieśniła się jeszcze bardziej.
W 1938 roku zaowocowała ona wielkim dziełem Ludzie za mgłą. U podstaw sukcesu leżały zwinność z jaką Carné filmował plenery i kierował grą aktorów, jak również talent Préverta, który w niepokojącą atmosferę filmu wplatał typowe dla swej poezji wątki późnego surrealizmu.
W tym samym 1938 roku nakręcony został niezapomniany Hotel du Nord (Hôtel du Nord), a 1939 rok przyniósł znakomity Brzask (Le Jour se lève), ukazujący historię robotnika (Jean Gabin), który oczekując w swoim pokoju aresztowania przez policję, przypomina sobie chwilę, gdy dokonał zabójstwa w imię miłości do kobiety i o wschodzie słońca oddaje samobójczy strzał. W tym politycznie zaangażowanym filmie postać robotnika, dla Frontu Ludowego protagonista społeczeństwa, stała się jednym z głównych tematów Preverta, który postrzegając rzeczywistość zgodnie z koncepcjami metafizycznymi, według których to przeznaczenie wyznacza ścieżki życia, przedstawił ją jako jednostkę anonimową i wyobcowaną. Ta forma fatalizmu egzystencjalnego zaznaczyła kres pierwszych nadziei Frontu Ludowego. Nie przez przypadek w tym samym roku powstały Reguły gry Renoira.
Rok 1943 przyniósł Wieczornych gości (Les Visiteurs du soir), ekranizację średniowiecznej legendy odznaczającą się olbrzymią dbałością o szczegóły (mimo iż Carné nie był usatysfakcjonowany kostiumami).
Po wyzwoleniu Paryża, Carné i Prévert zaprezentowali swoje arcydzieło Komedianci (Les Enfants du paradis, dosł. Rajskie dzieci), którego akcja rozgrywała się w XIX-wiecznym Paryżu, a osnuta była wokół historii początków karier słynnego mima Jeana-Gasparda Deburau (Jean-Louis Barrault), oraz wielkiego aktora Frédéricka Lemaître’a (Pierre Brasseur) i ich miłości do tej samej kobiety – Garance (Arletty).
W następnym roku powstał kolejny wspólny obraz Wrota nocy.
W kolejnych latach Carné stworzył dzieła mniejszego znaczenia, lecz nadal dobre. Zalicza się do nich filmy Teresa Raquin (1953), Oszuści (1958), Trzy pokoje na Manhattanie (1965), Młode Wilki (1968) i Mordercy w imieniu prawa (1971).
W 1974 francuski pisarz Didier Decoin stwierdził: „Raz na zawsze Ingmar Bergman wybrał przytłumienie. Luchino Visconti opowiedział się definitywnie za upadkiem. Fellini pozostanie na zawsze autorem pośmiewiska. Carné się nie zdecydował.”
Marcel Carné umarł w 1996 w Clamart (południowe przedmieścia Paryża). Pochowany został na Cmentarzu Św. Wincenta na paryskim Montmartrze.

## Filmografia
- 1929 : Nogent, Eldorado du dimanche
- 1935 : Pensionat Mimoza Jacques Feyder, asystent reżysera
- 1936 : Jenny
- 1937 : Śmieszny dramat (Drôle de drame)
- 1938 : Ludzie za mgłą (Quai des brumes)
- 1938 : Hotel du Nord (Hôtel du Nord)
- 1939 : Brzask (Le jour se lève)
- 1942 : Wieczorni goście (Les Visiteurs du soir)
- 1945 : Komedianci (Les Enfants du paradis)
- 1946 : Wrota nocy (Les Portes de la nuit)
- 1947 : La Fleur de l'âge, niedokończony
- 1950 : Maria z portu (Marie du port)
- 1950 : Julia albo klucze do snów (Juliette ou la Clé des songes)
- 1953 : Teresa Raquin (Thérèse Raquin)
- 1954 : Zdarzyło się w Paryżu (L’Air de Paris)
- 1956 : Gość z zaświatów (Le Pays d’où je viens)
- 1958 : Oszuści (Les Tricheurs)
- 1960 : Terrain vague
- 1962 : Du mouron pour les petits oiseaux
- 1965 : Trzy pokoje na Manhattanie (Trois chambres à Manhattan)
- 1968 : Młode wilki (Les Jeunes Loups)
- 1971 : Mordercy w imieniu prawa (Les Assassins de l’ordre)
- 1974 : La Merveilleuse Visite
- 1977 : Biblia (La Bible)
- 1991 : Mouche, niedokończony

## Wybrane nagrody
- Srebrny Lew na MFF w Wenecji (1953) za Teresa Raquin
- Honorowy Złoty Lew za całokształt twórczości na 32. MFF w Wenecji (1971)
- Europejska Nagroda Filmowa za osiągnięcia życia (1995)